# やな

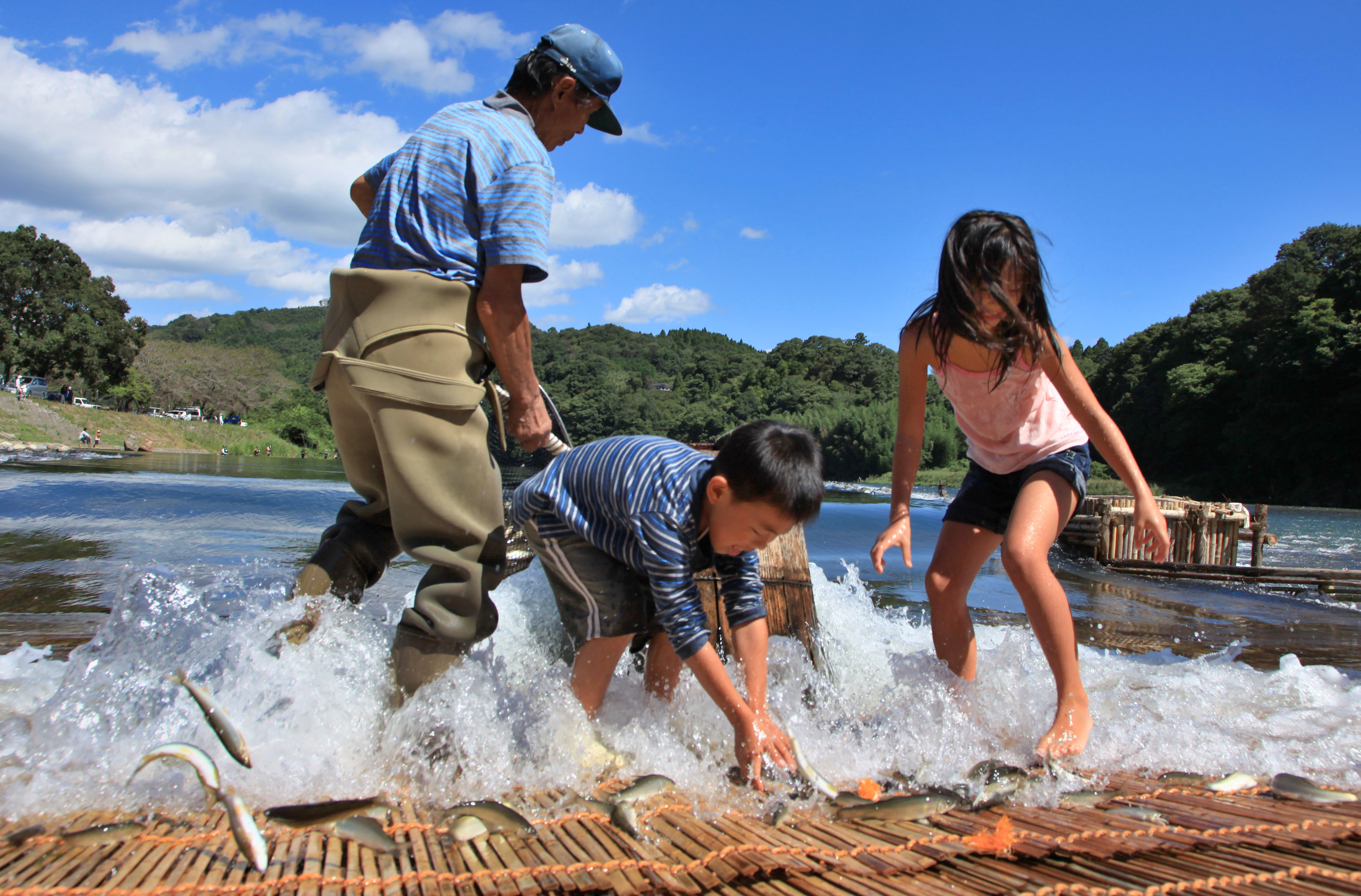
観光客がやな漁を体験している様子（2010年9月）

やなとは、梁漁（やなりょう）を売り物にした食事処である。観光やなともいう。
梁に入って鮎を捕まえて楽しむことが出来たり、食事ができる。料理は主に鮎料理だが、やなに上がったアマゴやウナギを出すやなもある。基本的には河川にやなを設置し行われるが、生簀や人工川を設けて行う施設もある。

## シーズン
通常は6月下旬から10月末、場所によっては4月下旬から11月末までである。開催時期には釣り解禁日や禁漁日が関係する場合があるため、その地域の漁業協同組合によって異なる。

## 全国のやな
- 阿賀川
  - 殿様やな場 - 福島県会津若松市
- 四時川
  - 四時川観光ヤナ - 福島県いわき市
- 久慈川
  - 奥久慈大子観光やな - 茨城県久慈郡大子町
- 那珂川水系
  - 大瀬観光やな - 栃木県芳賀郡茂木町
  - 矢沢のやな - 栃木県那須烏山市
  - 高瀬観光やな - 栃木県那須郡那珂川町
  - 黒羽観光やな - 栃木県大田原市
  - 余一やな - 栃木県大田原市
  - 那須塩原観光やな - 栃木県那須塩原市
  - ゆりがねのやな（武茂川）  - 栃木県那須郡那珂川町
  - 馬頭観光やな（武茂川） - 栃木県那須郡那珂川町
  - 佐久山観光やな（箒川） - 栃木県大田原市
  - 松原やな（箒川） - 栃木県大田原市
  - 箒川観光やな （箒川）- 栃木県矢板市
- 利根川水系
  - 石法寺観光やな（鬼怒川） - 栃木県真岡市
  - 上三川観光やな（鬼怒川） - 栃木県河内郡上三川町
  - 岡本観光やな（鬼怒川） - 栃木県宇都宮市
  - 氏家大橋観光やな（鬼怒川） - 栃木県宇都宮市
  - 佐貫観光やな（鬼怒川） - 栃木県塩谷郡塩谷町
  - 篭岩観光やな（鬼怒川） - 栃木県塩谷郡塩谷町
  - 大渡やな/船場亭（鬼怒川） - 栃木県日光市
  - 思い川観光やな（思川） - 栃木県鹿沼市
  - 粟野町観光やな（思川） - 栃木県鹿沼市
  - 鹿沼観光下沢ヤナ（大芦川） - 栃木県鹿沼市
  - 日野橋やな（大芦川） - 栃木県鹿沼市
  - 碓氷梁 - 群馬県安中市
  - 磯部梁 - 群馬県安中市
  - 諏訪峡簗 - 群馬県利根郡みなかみ町
  - 月夜野簗 - 群馬県利根郡みなかみ町
  - 坂東梁 - 群馬県渋川市
  - 綾戸簗 - 群馬県渋川市
  - 落合簗 - 群馬県渋川市
- 魚野川
  - 浦佐やな場 - 新潟県南魚沼市
  - 堀之内やな場 - 新潟県魚沼市
  - 男山簗場（川口やな場） - 新潟県長岡市
- 長良川水系
  - 美山観光やな - 岐阜県山県市
- 揖斐川
  - 川口やな - 岐阜県揖斐郡揖斐川町
  - 藪川やな - 岐阜県揖斐郡大野町
- 付知川
  - 付知川ローマンやな - 岐阜県中津川市
- 矢作川水系
  - 澄ヶ瀬簗（上村川） -岐阜県恵那市
  - 小渡ヤナ（矢作川） -愛知県豊田市
- 豊川水系
  - 寒狭川広見ヤナ（寒狭川） - 愛知県新城市
  - 宇連川ヤナ（宇連川） - 愛知県新城市
- 緑川水系
  - 甲佐町やな場（緑川） - 熊本県上益城郡甲佐町
- 筑後川水系
  - やな場茶屋（三隈川） - 大分県日田市
- 五ヶ瀬川水系
  - 延岡水郷やな（大瀬川） - 宮崎県延岡市
  - 川水流やな場（五ヶ瀬川） - 宮崎県延岡市